# Пидгирский, Самуил Максимович
Самуил (Самойло) Максимович Пидгирский (укр. Самійло Максимович Підгірський; пол. Samijło Pidhirśkyj; 20 сентября 1888, Любитов Ковельского уезда Волынской губернии (ныне Ковельского района Волынской области Украина) — 1945, Киев) — украинский общественно-политический деятель, адвокат, редактор.

## Биография
Родился в семье зажиточного крестьянина. В 1914 окончил юридический факультет Санкт-Петербургского университета. Затем работал юристом в Киеве, где был в числе организаторов Общества украинских адвокатов. В дальнейшем в Житомире стал одним из активных создателей отделений общественно-просветительских организаций — «Просвіти» и «Родной дом» (укр. Рідна Хата).
В 1917 — редактор первой на Волыни украинской газеты — «Гражданин» (укр. Громадянин). Позже редактировал газеты «Волынская газета» (1918—1819), «Общество» (укр. Громада)(1920) и «Наша жизнь» (укр. Наше Життя).
Член Украинской партии социалистов-федералистов.
В апреле 1917 адвокат С. Пидгирский был избран членом Центральной рады УНР.
После разгона Центральной рады с 1921 поселился в Польше, жил в Ковеле.
В 1920—1940 гг. — организатор общественно-политической жизни Западной Украины и Волыни.
В 1923 один из инициаторов создания и председатель Украинской партии национальной работы.
В 1923—1927 избрался депутатом (послом) польского сейма по спискам блока национальных меньшинств от Волынского воеводства II-й Речи Посполитой, возглавлял украинскую парламентскую группу сейма.
В 1928—1939 занимался частной юридической практикой, принимал участие в политических судебных процессах, как защитник обвиняемых деятелей ОУН.
Подвергался преследованиям со стороны польских властей. В 1927 был арестован за хранение нелегальной литературы. В 1930 на процессе в Варшаве приговорен к 2-м годам заключения, но в 1931 выпущен на свободу.
В 1940 был заместителем руководителя (проводника) Волынской областной экзекутивы ОУН в отдельной сети, подчиненной непосредственно А. Мельнику (а перед этим Е. Коновальцу). Кандидат в члены Украинского Главного Освободительного Совета (укр. Української Головної Визвольної Ради)
После присоединения Западной Украины к СССР в 1939 С. Пидгирский — на нелегальном положении, затем уехал из Ковеля.
После оккупации Волыни немецкими частями в 1941 поступил на службу к властям Рейха, стал руководителем Ковельского повета, входившего в Генеральный округ Волынь-Подолия (нем. Generalbezirk Wolhynien-Podolien) рейхскомиссариата Украины. В 1943-м году его жена Олександра, а также, по некоторым данным, и дочь Нона были расстреляны немецкой властью за связи с УПА.
После освобождения Волыни частями Красной Армии, уйти на Запад не успел и 15 апреля 1944, как вражеский пособник, коллаборационист был арестован работниками НКВД и доставлен в Киев.
Умер в 1945 году в киевской тюрьме.